# 奧維德鎮區 (密西根州克林頓縣)
奧維德（英語：Ovid Township）是位於美國密西根州克林頓縣的一個行政鎮區。

## 地方資料
奧維德的面積為93.21平方千米，當中陸地面積為92.83平方千米，而水域面積為0.38平方千米。根據2020年美國人口普查的數據，當地共有人口2188人，而人口密度為每平方千米23.47人。